# أدريان فرينش
أدريان فرينش (بالإنجليزية: Adrienne French)‏ هي مصورة أمريكية، ولدت في 1987 في آكرون في الولايات المتحدة.